# レモン対カーツマン事件
レモン対カーツマン事件（レモンたいカーツマン事件、英:Lemon v. Kurtzman）は、1971年にアメリカ合衆国最高裁判所で下された州の公共教育監督官が非公共学校（その大半はカトリック系）の教師の給与、教科書および教材を支給することを認めた1968年ペンシルベニア州「非公共小学校および中学校法」（通称：給与補助法 ）について、アメリカ合衆国憲法修正第1条の国教条項に違背しているとした判決である。この判決は連邦第一地区控訴裁判所の州予算で非公共小学校の給与を15%補充することを定めたロードアイランド州給与補充法を無効にした判決も支持した。この場合もペンシルベニア州と同様、州予算の大半はカトリック系学校で使われていた。

## レモン・テスト
この事件における最高裁判決で宗教に関する法制について要求事項を列挙する「レモン・テスト」を確立した。この呼称は原告側筆頭のen:Alton Lemonに由来する。これは次の3項で構成されている。
1. 政府の行為は適法で世俗的な目的をもつものでなければならない。
2. 政府の行為はその主たる効果が宗教を助長または抑制するものであってはならない。
3. 政府の行為は政府と宗教との「過度の関わり合い」をもたらすものであってはならない。

もしこれら3項目のいずれかに違背した場合、政府の行動はアメリカ合衆国憲法修正第1条の国教条項において違憲とみなされる。
ペンシルベニア州のこの1968年に制定された給与補助法は、「資格ある教師は公共学校で使われる教材のみを用い、公共学校で提供される過程のみを教えなければならないのであり、宗教における過程を教えないことに同意しなければならない」としていた。しかし、3人の人の裁判官で構成される審査員団は、州の小学校児童の25%が非公共学校に通っており、その中の95%はローマ・カトリック系学校に通っているのであり、この法の下で恩恵を受けるものはローマ・カトリック系学校の250人の教師だけであると判断した。そのうえでこれらパロキアルスクール（parochial school、教区立学校、教会や宗教団体が経営する学校）の制度はカソリック教区制度の宗教的使命において不可欠の部分であり、この法律（給与補助法）は政府と宗教の過度の掛かり合いを促進し、アメリカ合衆国憲法修正第1条（en:Establishment Clause）に違反していると認定した。

## その後の展開
「レモン・テスト」の今後についてはいくぶん不確かなところがある。アントニン・スカリアやクラレンス・トーマスのような保守的最高裁判事が持続的に批判しているのは、1980年代以降長年にわたって「レモン・テスト」の中心信条の明確な再確認が無いこと、および主要な国教条項に関わる事件での一貫性のない適用によって、法学解説者や下級裁判所判事に「レモン・テスト」は余命いくばくもないと信じさせるようになっており、最高裁はこのテストを下級裁判所までの特別な事件に適用すべきかについて、暗に判断を控えているということである。このことで、国中の巡回裁判所では法の執行に間に合わせ的様相を呈することになった。ある裁判所では全部か大半の事件で「レモン・テスト」を適用し、ある裁判所ではほとんど適用しないかあるいは無である。最高裁自体の最近の例では、2000年の「サンタフェ独立教育区対ドー事件」で「レモン・テスト」を適用した。
しかし、2022年の合衆国憲法修正第1条と公立高校職員の立場が争点となったケネディ対ブレマートン学区裁判では地方裁判所及び第9巡回控訴裁判所ではレモン・テストが適用されてケネディの訴えが棄却された。しかし連邦最高裁判所ではレモン・テストを用いず、歴史的・伝統的に許容されるアプローチを重視して「ケネディの行為は個人的であり、それを制限することは信教の自由と表現の自由に反する」として6対3でケネディの主張が支持された。